# Kaori Tahara
Kaori Tahara (田原 香理, Tahara Kaori, née Iida le 8 avril 1979 à Shirosato) est une ancienne joueuse de volley-ball japonaise. Elle mesure 1,77 m et jouait au poste de centrale. 

## Clubs
| Club                     | De        | À         |
| ------------------------ | --------- | --------- |
| Taisei Girls High School |           | 1997-1998 |
| Hitachi Sawa Rivale      | 1998-1999 | 2008-2009 |
| TAB Queenseis            | 2009-2010 | 2012-2013 |

## Palmarès
- Tournoi de Kurowashiki
  - Finaliste : 2006.
- Coupe de l'impératrice
  - Finaliste : 2011.